# Tumbleweed Connection
| 평가 점수                      | 평가 점수    |
| 출처                           | 점수         |
| ------------------------------ | ------------ |
| AllMusic                       | [ 2 ]        |
| Christgau's Record Guide       | B–           |
| Q                              | [ 4 ]        |
| Rolling Stone                  | (mixed)      |
| Rolling Stone (deluxe edition) | [ 6 ]        |
| The Rolling Stone Album Guide  | [ 7 ]        |
| Uncut                          | [ 8 ]        |
| The Village Voice              | C+           |
| Yahoo! Music                   | (favourable) |

《Tumbleweed Connection》은 영국의 싱어송라이터 엘튼 존의 세 번째 스튜디오 음반이다. 이 음반은 컨트리 앤 웨스턴/아메리카나 테마를 바탕으로 한 콘셉트 음반이다.

## 배경
모든 노래는 존과 버니 토핀이 작사/작곡한 곡으로, 레슬리 던컨의 〈Love Song〉을 제외한 곡이 있다. 이 음반은 트라이던트 스튜디오인 영국 런던에 3월 1970년 같은 해 10월에 발표됐다.
이 음반의 타이틀 중 세 곡인 〈Come Down in Time〉, 〈Country Comfort〉, 그리고 〈Burn Down the Mission〉의 기본 트랙은 이전 음반인 《Elton John》의 세션 동안 트라이던트에서 녹음되었으며, 《Tumblewed Connection》을 위해 오버더빙이 완료되었다. 믹 론슨이 일렉트릭 기타를 연주하는 〈Madman Across the Water〉의 초기 버전도 음반 세션 동안 녹음되었다. 이 곡은 여러 음반으로 발매되었고 《Tumbleweed Connection》의 재발매로 발매되었지만, 이 곡은 결국 《Madman Across the Water》 음반으로 다시 녹음되었다.

## 커버 아트
음반 커버 사진은 서식스 군의 블루벨 철도를 타고 런던에서 남쪽으로 약 30마일 떨어진 호스테드 케인스 기차역에서 찍은 것이다. 사진작가 이언 디그비 오벤스는 영어의 위치에도 불구하고 음반의 시골 아메리카나의 콘셉트를 나타내기 위해 19세기 후반의 역 앞에서 존(사진 오른쪽에는 앉았지만 앞면 커버에 왼쪽에는 보이는 것)과 토핀(왼쪽, 뒷면 커버에 서 있음)을 포착했다. 음반 라이너 노트와 리브레토를 위해 철도 노선 기차 내부로부터 추가 사진이 제작되었다.

## 곡 목록
모든 곡들은 특별한 언급이 없는 한 엘튼 존과 버니 토핀에 의해 작사/작곡하였다.
| #  | 제목                           | 재생 시간 |
| -- | ------------------------------ | --------- |
| 1. | 〈Ballad of a Well-Known Gun〉 | 4:59      |
| 2. | 〈Come Down in Time〉          | 3:25      |
| 3. | 〈Country Comfort〉            | 5:06      |
| 4. | 〈Son of Your Father〉         | 3:48      |
| 5. | 〈My Father's Gun〉            | 6:20      |

| #  | 제목                        | 재생 시간 |
| -- | --------------------------- | --------- |
| 1. | 〈Where to Now St. Peter?〉 | 5:38      |
| 2. | 〈Love Song (레슬리 던컨)〉 | 3:41      |
| 3. | 〈Amoreena〉                | 5:00      |
| 4. | 〈Talking Old Soldiers〉    | 4:06      |
| 5. | 〈Burn Down the Mission〉   | 6:22      |

## 인증
| 국가                                                            | 인증     | 판매량/출하량 |
| --------------------------------------------------------------- | -------- | ------------- |
| 오스트레일리아 (ARIA)                                           | 골드     | 20,000^       |
| 영국 (BPI) original release                                     | 골드     | 100,000^      |
| 영국 (BPI) release of 1993                                      | 실버     | 60,000        |
| 미국 (RIAA)                                                     | 플래티넘 | 1,000,000^    |
| ^출하량을 기반으로 한 인증 · 판매량+스트리밍을 기반으로 한 인증 |          |               |